# Borhyaenidae
Borhyaenidae — вимерла метатерійна родина низькорослих хижих ссавців великої статури ряду Sparassodonta. Боргієніди не є справжніми сумчастими, а членами сестринського таксону Sparassodonta. Вважається, що, як і більшість метатеріїв, боргієніди та інші спарассодонти мали сумку для перенесення своїх нащадків. Боргієніди мали сильні й потужні щелепи для дроблення кісток. Боргієніди виростали в середньому до 1.5–1.8 м завдовжки. Borhyaena є типовим родом цієї групи.
Спочатку боргієніди були однією з найрізноманітніших груп спарассодонтів, включаючи всі види, які спочатку не входили до Thylacosmilidae. Проте в останні роки родина скоротилася до семи видів у чотирьох родах.
Найкраще вивченими боргієнідами є таксони раннього міоцену, зокрема зі скам'янілостей у найпівденнішій частині Патагонії. Один вид, Australohyaena antiqua, відомий з олігоцену (Deseadan); хоча деякі олігоценові базальні боргієноїди колись вважалися боргієнідами, усі інші однозначні члени групи тепер вважаються обмеженими міоценом. Скам'янілості цієї групи після раннього міоцену досить бідні, і лише фрагментарні залишки засвідчують їхню присутність у пізньому міоцені.

## Класифікація
родина †Borhyaenidae
- рід Arctodictis
- рід Acrocyon
- рід Australohyaena
- рід Borhyaena
- рід ?Eutemnodus